# Argyrolobium
Argyrolobium es un género de plantas con flores con 75-80 especies perteneciente a la familia de las leguminosas (Fabaceae). El género incluye principalmente especies de las zonas áridas y semiáridas del Sur de África.

## Distribución
Sudáfrica es el centro de diversidad del género, con 47 especies reconocidas, pero también se encuentran
tres especies en Madagascar, cerca de 14 especies en el este de África y entorno del mar Rojo, siete especies del entorno del Mediterráneo y algunas otras repartidas desde Arabia hasta el noroeste de la India, Pakistán, Afganistán y Uzbekistán.

## Filogenia y Taxonomía
El género Argyrolobium está estrechamente relacionado con otros tres géneros sudafricanos de la subfamilia Papilionoideae: Dichilus DC. (cinco especies), Melolobium Eckl. & Zeyh. (15) y Polhillia C.H. Stirt.
Pero la clasificación de estos géneros a nivel de tribus siempre ha mostrado dificultades. En un principio, Argyrolobium fue incluido en la tribu Crotalarieae Lindl. ex Huch., junto a Dichilus y Melolobium; posteriormente, utilizando distintos datos morfológicos y de compuestos fitoquímicos, fue transferido a la tribu Genisteae Dumort. (Cytiseae
Bercht. & J. Presl), y otros autores optaron por incluir a Argyrolobium en la tribu Thermopsideae Yakovlev. Los datos fitoquímicos y análisis cladísticos de secuencias de cpADN (rbcL y trnL) e ITS del nrADN  muestran de forma bastante constante a Argyrolobium como estrechamente relacionado con el género Polhillia, y los datos moleculares relacionan al “grupo Argyrolobium” con la tribu Genisteae. Pero los resultados no siempre son concluyentes y, además, Argyrolobium aparece como polifilético entre otros géneros de las tribus Genisteae o Lupininae.

## Taxonomía
El género fue descrito por Eckl. & Zeyh. y publicado en Enumeratio Plantarum Africae Australis Extratropicae 184. 1836.
Etimología
Argyrolobium: nombre genérico que procede de las palabras griegas árgyros = "plata" y lóbion  = "lóbulo pequeño // legumbre pequeña, etc.", por los frutos, plateados, por su indumento seríceo.

## Especies seleccionadas
- Argyrolobium aberdaricum
- Argyrolobium abyssinicum
- Argyrolobium aciculare
- Argyrolobium adscendens
- Argyrolobium album
- Argyrolobium amplexicaule
- Argyrolobium zanonii